# Think Nordic

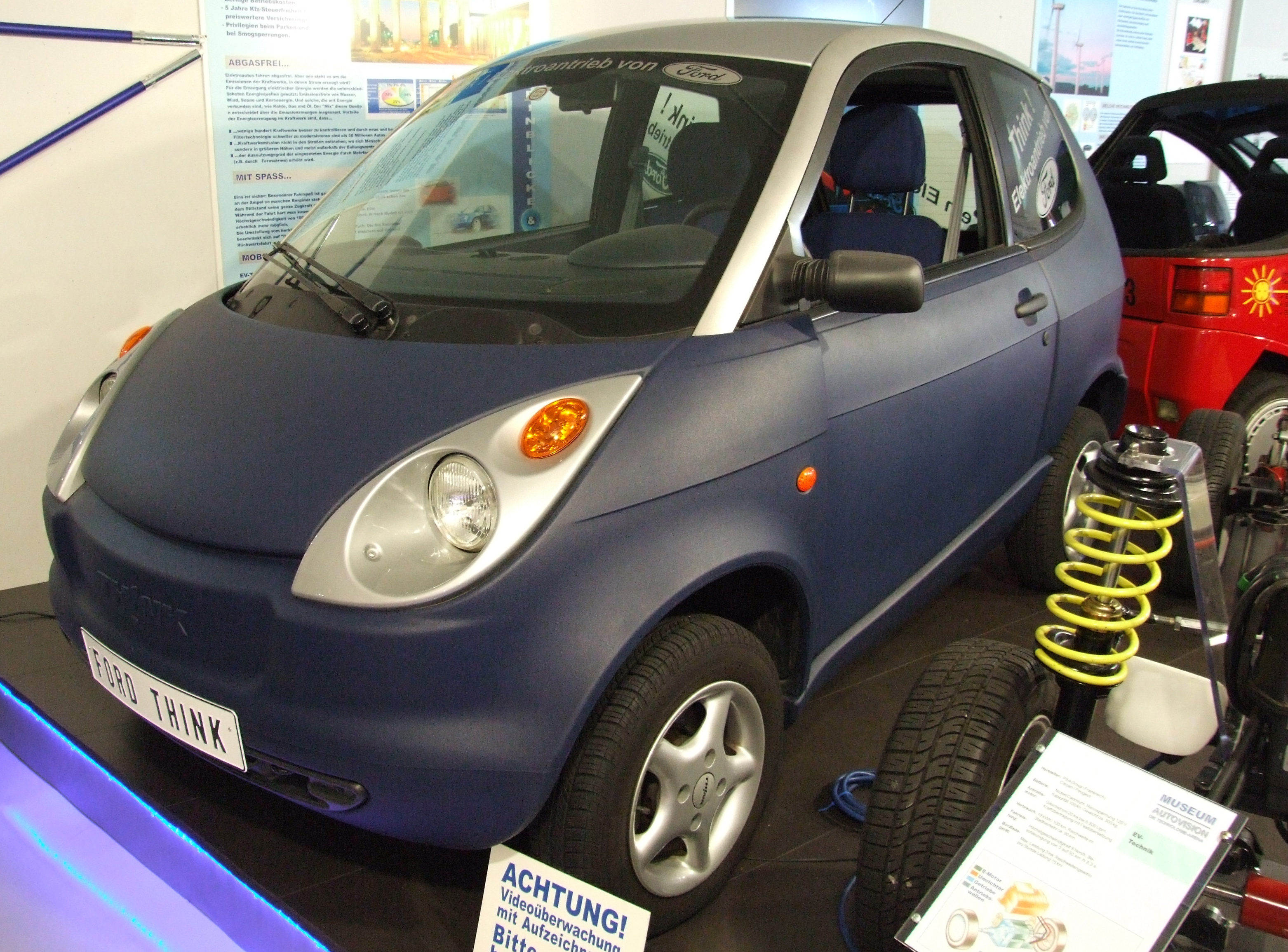
Ford Th!nk, Museum Autovision i Altlußheim, Tyskland.

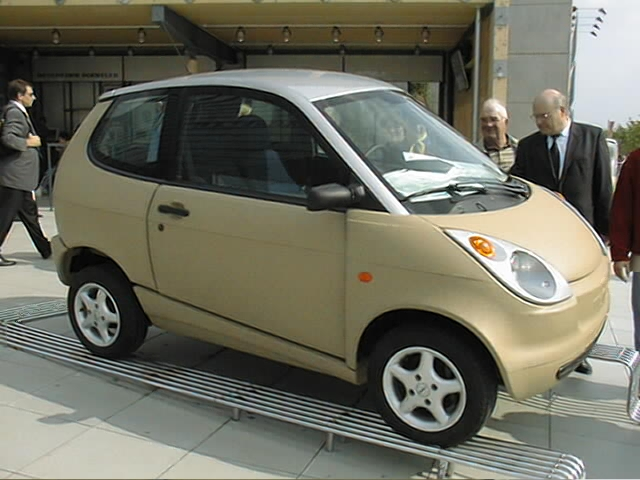
Th!nk City, 2002.

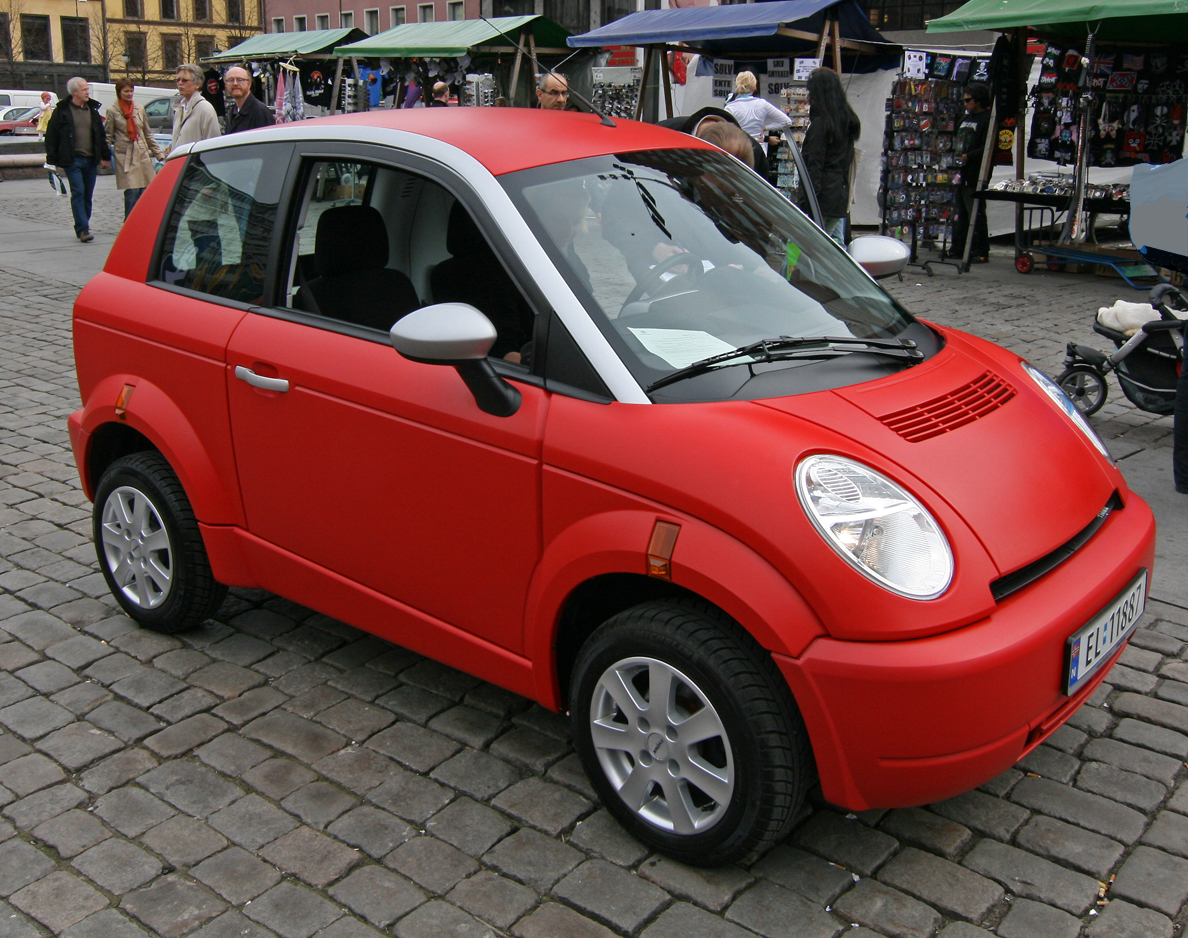
Th!nk City, 2007.

Think Nordic AS, skrivet av företaget Th!nk Nordic AS, var en norsk elbilstillverkare som grundades 1991 och begärdes i konkurs 2011. Think tillverkade elbilar med plastkaross, med produktion i Aurskog av Think Global AS. Tidigare hette företaget Pivco, men blev uppköpt av Ford Motor Company 1999. Ford blev huvudägare 1999 och investerade 150 miljoner USD på Think under den tid man var ägare. Ford bestämde sig för att dra sig ur elbilsektorn 2003. Ford sålde då Think till Kamkorp Microelectronics i januari 2003. År 2006 köpte en grupp kända norska investerare Think.
Think producerade och utvecklade batteridrivna elektriska bilar sedan 1991. Den första prototypen och föregångaren till bilen TH!NK City utvecklades år 1991. Den första TH!NK City serieproducerades från 1999 med bidrag från den amerikanska bilkoncernen Ford.
Räckvidden angavs vara 18 mil.